# Phtheochroa amasiana
Phtheochroa amasiana is een vlinder uit de familie bladrollers (Tortricidae). De wetenschappelijke naam is voor het eerst geldig gepubliceerd in 1894 door Ragonot.
De soort komt voor in Europa.